# Why Believe in You
Why Believe in You – pierwszy singiel szkockiego zespołu Texas pochodzący z ich drugiego albumu Mothers Heaven, wydany w roku 1991. Uplasował się na 66. miejscu oficjalnej listy UK Albums Chart.

## Lista utworów

### wersja 7" / Wielka Brytania / TEX 5 / 868 212-7[2]
| A. | "Why Believe in You" |  |
|    | Spiteri / McElhone   |  |
| B. | "How It Feels"       |  |
|    | Spiteri / McElhone   |  |

## Lista utworów (inne wersje)

### wersja 12" / Wielka Brytania & EU / TEX 512 / 868 213-1[3]
| A.  | "Why Believe in You" |  |
|     | Spiteri / McElhone   |  |
| B1. | "How It Feels"       |  |
|     | Spiteri / McElhone   |  |
| B2. | "Hold Me Lord"       |  |
|     | Spiteri / McElhone   |  |

### wersja CD / EU / TEX CD5 / 868 213-2[4]
| 1. | "Why Believe in You" | 4:08  |
|    | Spiteri / McElhone   |       |
| 2. | "How It Feels"       | 4:13  |
|    | Spiteri / McElhone   |       |
| 3. | "Hold Me Lord"       | 3:23  |
|    | Spiteri / McElhone   |       |
|    |                      | 11:44 |
|    |                      |       |

### wersja MC / Wielka Brytania / TEX MC5 / 868 212-4[5]
| 1. | "Why Believe in You" |  |
|    | Spiteri / McElhone   |  |
| 2. | "How It Feels"       |  |
|    | Spiteri / McElhone   |  |

## Miejsca na listach przebojów
| Lista                        | Pozycja |
| ---------------------------- | ------- |
| UK (Official Charts Company) | 66      |
| Australia (ARIA Charts)      | 73      |
| Holandia (Single Top 100)    | 44      |

## Twórcy
Źródło

### Skład podstawowy
- Sharleen Spiteri – śpiew, gitara
- Johnny McElhone – bass
- Ally McErlaine – gitara
- Stuart Kerr – perkusja, śpiew

### Gościnnie
- Eddie Campbell – instrumenty klawiszowe

### Personel
- Realizacja nagrań – George Schilling, Kenny Paterson ("How It Feels", "Hold Me Lord")
- Manager muzyczny – GR Management
- Producent – Tim Palmer, Texas ("How It Feels", "Hold Me Lord")
- Zdjęcia – The Douglas Brothers
- Okładka – Texas